# Angry Again
"Angry Again" er en single fra det amerikanske thrash metal-band Megadeth. Den blev indspillet til brug på soundtracket til filmen Den sidste actionhelt, og fik også filmet en musikvideo.

## Spor
1. "Angry Again" – 3:46